# Tinputz
Le tinputz (ou timputs, ou vasui ou vasuii ou wasoi) est une des langues de Nouvelle-Irlande, parlée par 3 900 locuteurs dans la province de Bougainville, dans le district de Teop-Tinputz. Elle comprend les dialectes suivants : Vasui, Vavoehpoa’, Vaene’, Vado-Vaene’, Vapopeo’, Vapopeo’-Rausaura, Vado. Son nom vernaculaire est vasuli.